# Ахад-ха-Ам
Аха́д ха-А́м (иногда Ахад-Гаам; ивр. אַחַד הָעָם‎, дословно — «один из народа»; настоящее имя — Ушер Исаевич (Ашер Хирш) Гинцберг; 18 августа 1856, Сквира, Киевская губерния, Российская империя — 2 января 1927, Тель-Авив, Британский мандат в Палестине) — еврейский писатель-публицист и философ.

## Биография
Мальчика воспитывали в строгой набожности; учителю запрещалось даже обучать его русской азбуке, чтобы он не пошёл по дурной дороге, ведущей к безбожию. Но в 8 лет он сам выучился читать по-русски, разбирая вывески на лавках.
В ранней молодости он уже почитался знатоком Талмуда и связанной с ним литературы, а также прекрасно разбирался в религиозных хасидских книгах. В 1868 году семья переехала в имение в село Гопчицу, которое его отец, богатый торговец, взял в аренду. Закрывшись в своей комнате, он начал изучать великих еврейских философов средневековья, в первую очередь — Маймонида. Затем он постепенно перешёл и к «запрещённым книгам» новейших еврейских просветителей. Впоследствии, к двадцати годам, он приобрёл широкие познания в литературе и трудам по философии, опубликованных на русском и немецком языках. Увлекшись Писаревым и его позитивистским мировоззрением, он подобно М. Л. Лилиенблюму отошёл от религии.
Период с 1879 по 1886 годы был для него очень тяжелым. Он пытался уехать на учёбу в Вену, Берлин, Бреслау или Лейпциг для получения систематического образования, но семейные неурядицы (тяжёлая болезнь жены) заставляли его через несколько недель возвращаться домой.
В 1886 году семья переехала в Одессу вследствие царского указа, запрещавшего евреям арендовать землю. Первая его статья была опубликована в 1889 году под именем Ахад ха-Ам, что стало его постоянным псевдонимом.
Он считал, что палестинофильство не может принести народным массам экономического и социального избавления, и проповедовал эмиграцию в Америку. По его мнению, Палестина должна стать «духовным центром» еврейского народа, из которого будет исходить эманация возрожденной еврейской культуры. Он считал, что к еврейской культуре может быть отнесено только то, что написано на иврите. Все, что пишется на других языках, не может быть отнесено к ней (в том числе и на идиш, который он считал жаргоном).
Ахад ха-Ам оказал большое влияние на творчество Х.-Н. Бялика и других еврейских писателей. В 1891 и 1893 годах посетил Палестину, где ознакомился с жизнью еврейских поселений и подверг резкой критике их экономическую, политическую и культурную жизнь.
В 1896 году он взялся за редактирование ежемесячника «Ха-Шилоах», чтобы содержать жену и троих детей, и работал там 6 лет, превратив его в трибуну для обсуждения животрепещущих проблем еврейства.
В 1907 году он переселился в Лондон, а в 1922 году перебрался в Палестину.
Ахад ха-Ам утверждал, что «Пинскер ещё до Герцля создал в полном объёме учение политического сионизма, которое не имеет себе равных по силе и блеску изложения. Он первым предложил практическую программу по претворению этой идеи в жизнь».
Внутренним содержанием иудаизма, которому он сохранил верность во всех своих исторических превращениях, является чистая мораль. Это своё внутреннее содержание иудаизм передал еврейской культуре.

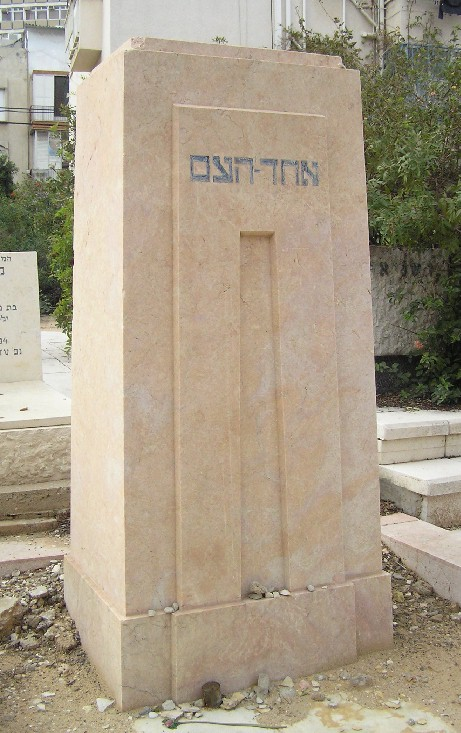
памятник

В основе концепции еврейской национальной культуры, разработанной Ахад ха-Амом, лежала идея преемственности. Создавший культуру народ — живой организм. Единство народа обеспечивается присущим ему особым духом — «духом народа» и преемственности поколений. «Дух народа» несёт в себе основные национальные ценности, которые выражаются в языке и культуре. Ключевыми доминантами еврейской национальной культуры он считал: иврит, Эрец-Исраэль, еврейскую литературу и историю, основные бытовые традиции. «Дух народа» — порождение истории. Национальный характер не возникает внезапно, он постепенно формируется условиями жизни народа, а с течением времени и сам становится фактором истории.
Ахад ха-Ам пользовался большим уважением народа. В Тель-Авиве на улице, где он жил, в послеобеденные часы прекращалось движение гужевого транспорта, чтобы не тревожить его сон.
Умер Ахад ха-Ам в 1927 году в Тель-Авиве.
Жена (с 1873 года) — Ривка Шнеерсон.
Его дочь Лея Гинцберг была замужем за Шмуэлем Певзнером. Другая дочь Рахиль (Роза) была второй женой публициста Михаила Осоргина.